# Maison d'arrêt de Tours
La maison d'arrêt de Tours est un établissement pénitentiaire français situé à Tours, dans le département d'Indre-et-Loire, en région Centre-Val de Loire.

## L'actuelle maison d'arrêt
La maison d'arrêt de Tours, construite en 1934, a été mise en service en 1935. Sa construction a permis la fermeture de l'ancien établissement devenu trop vétuste, situé boulevard Béranger, à l'emplacement de l'actuel bureau de poste principal, en plein cœur du centre-ville. Sa capacité initiale était de 100 places pour les hommes et 17 places pour les femmes. Depuis le 30 septembre 1975, les femmes ne sont plus incarcérées à l'établissement. Un quartier de semi-liberté a été aménagé en remplacement.
En France, une maison d'arrêt est un établissement pénitentiaire qui reçoit les personnes prévenues en détention provisoire (détenues en attente de jugement ou dont la condamnation n’est pas définitive) ainsi que les personnes condamnées dont la peine ou le reliquat de peine n’excède pas deux ans. La maison d'arrêt de Tours est rattachée à la direction interrégionale des services pénitentiaires de Dijon et au service pénitentiaire d'insertion et de probation (SPIP) de l'Indre-et-Loire. Elle est située dans le ressort de la cour d’appel et du tribunal de grande instance de Tours.
La maison d'arrêt de Tours, d'une capacité théorique de 140 places, dispose de trois quartiers : un quartier maison d'arrêt pour hommes, un quartier mineurs et un quartier de semi-liberté. Outre les espaces de détention, l'établissement abrite un atelier de 200 m2 réservé au travail volontaire des personnes détenues.
À l'instar de nombreuses autres maisons d'arrêt, elle présente une surpopulation carcérale dépassant régulièrement les 200 %. Les locaux sont de plus particulièrement vétustes .

## L'ancienne prison cellulaire de Tours
L'ancienne prison cellulaire de Tours, regroupe une maison d’arrêt, une de correction et une de justice. Elle l'est l'une des premières à se construire suivant le régime cellulaire. Lorsque celui ci est abandonné en 1853. Elle tentera comme elle le peut de garder ce régime. La commission de surveillance des prisons de Tours, ainsi que le personnel, fut attaché et prôna le régime cellulaire pour l'amendement des détenus.

Le choix du modèle pennsylvanien[1] pour la construction de la prison de Tours a été consécutif aux débats politiques sur le sujet. Lorsque la prison est inaugurée en 1843, l’architecture cellulaire individuelle stricte la volonté est d’amender le prisonnier et surtout d’éviter la propagation du mal. « Les murs sont la punition du crime ; la cellule met le détenu en présence de lui -même ; il est forcé d’entendre sa conscience[2] ». Le principe de privation de liberté exercé par la prison est accentué par le modèle cellulaire. 
Le système cellulaire, dont le département d’Indre-et-Loire fait un des premiers l’épreuve, doit rendre meilleurs ces hommes qui peuplent nos prisons. L’on est au moins bien convaincu qu’à l’avenir ils ne sortiront pas de la cellule plus corrompus, plus vicieux qu’ils n’y sont entrés. L’isolement ne produit pas cet effet ; la nature humaine ne se déprave pas dans la solitude ; et quand ces hommes seront isolés du contact dangereux de ceux qui, comme eux, ont tenu une conduite coupable, quand ils ne recevront que de bons enseignements, quand ils ne seront visités que par des hommes vertueux et dévoués, pourquoi ne feraient-ils pas un heureux retour sur eux-mêmes ? [3].
Une fois que la prison s’est attachée à éviter la corruption et les évasions, son rôle principal est l’amendement du prisonnier, c’est là que prend tout le sens de la prison pénitentiaire[4]. Ainsi la prison cellulaire de Tours est évoquée pour ses bienfaits sur l’attitude changeante de ses détenus. Le congrès scientifique de Tours[5] de septembre 1847 ne tarit pas d’éloges sur les principes fondateurs du cellulaire bénéfique aux détenus[6]. 

### Architecture
La notice du pénitencier de Tours nous indique la constitution précise de la prison, telle qu’elle était prévue sur plan[7]. Elle s’ouvre par une grille sur le Mail (actuel Boulevard Béranger), que jouxtent de part et d’autre deux maisonnettes. L’une est la prison pour dettes et la prison municipale, l’autre le logement de l’aumônier. La cour dessert le bâtiment administratif, avec les logements du directeur de la prison et des sœurs de Marie-Joseph chargées de la surveillance, de la cuisine, la pharmacie et la lingerie.
Ce bâtiment est relié par un pont au pénitencier, en forme de T, lequel est entouré d’un mur d’enceinte de 6 mètres de haut sur un de large[8]. Ses 112 cellules (78 pour les hommes, 22 pour les femmes, 12 de punitions, plus six pour l’infirmerie), sont réparties sur trois niveaux reliés entre eux par des escaliers extérieurs. Les cellules ordinaires font 4 mètres de long sur 2.5 de large et 3,33 mètres de hauteur. Une fenêtre, en vitre et fer, est placée à 2 mètres au-dessus du sol et fait un 1,5 mètre de hauteur. La porte de la cellule est double : une première en fer puis une seconde en chêne massif. Lorsque l’Aumônier officie ou adresse une allocution aux prisonniers la première porte est complètement ouverte et la seconde en bois est entrebâillée de telle façon que le prisonnier peut voir et entendre l’Aumônier sans voir et être vu des autres détenus. 
C’est en effet à l’intersection des trois galeries sur chaque étage que se trouve le point de surveillance central. Cette surveillance devient, plus que le verrou, le moyen préféré pour discipliner le détenu. L’architecte doit faire évoluer l’architecture carcérale, car bien plus que par la « force matérielle » c’est par la force morale que l’ordre trouve appui[9]. Suivant le panoptique de Jeremy Bentham, dont s’inspire la plupart les prisons cellulaires, cette loge sur les deux premiers niveaux permet au gardien chef d’avoir vue sur toutes les cellules. Au deuxième étage au même endroit se trouve l’autel consacré au culte catholique, la pratique religieuse restant obligatoire[10]. Cet ingénieux système permet l’exercice du culte qui est un élément fondamental de l’amendement des détenus tout en respectant l’isolement strict des prisonniers. 

Du point de vue sécuritaire, les murs extérieurs du pénitencier font 65 centimètres de large. De même, chaque étage est divisé en 14 parties par des murs de refend[11]. En plus d’éviter les évasions, il s’agit de séparer les quartiers pour les différentes catégories de prisonniers . En effet l’article 89 du règlement général du 30 octobre 1841 ainsi que la circulaire Persigny du 17 août 1853 stipulent la séparation par quartiers, 
 À défaut de maisons distinctes d'arrêt, de justice et de correction, les préfets, les sous-préfets et les maires veilleront à ce que les prévenus, les accusés et les condamnés renfermés dans la même maison y occupent des locaux séparés[12] .

### Implantation
En 1834, lorsque le programme d’agrandissement de la prison située aux Portes de Loire a été refusé, il est évoqué le transfert de la prison entre la rue Royale (actuelle rue Nationale), la rue Chardonnet et le Mail[13]. Le choix de l’implantation de la prison de Tours répond à des normes fonctionnelles et sanitaires. Comme beaucoup, la prison de Tours a été construite à côté  du palais de justice et à proximité du centre urbain[14]. Il a été choisi de la bâtir dans un lieu facilitant les mouvements de prisonniers. Les bâtiments palais de Justice – gendarmerie – prison non seulement réunis d’un point de vue géographique, sont reliés également par des souterrains. En effet, le programme du concours pour le choix de l’architecte prévoit que « les communications soient faciles et sûres entre la maison d’arrêt, la caserne de gendarmerie et le palais de Justice[15] ». Du point de vue sanitaire, dans les années 1830, l’emplacement qui a été choisi est situé à l’extrémité de la ville, ce qui permet de construire un bâtiment plus grand et surtout aéré. 
La prison fut vivement acceptée par les Tourangeaux, et la philanthropie fut active. 
L’agrandissement de la ville de Tours vers le sud notamment par l’annexion de Saint - Etienne extra-muros en 1845, fait que la prison se trouve au centre de la ville à côté du palais de Justice, de la place du palais et de l’Embarcadère (gare de Tours). Loin de gêner les activités environnantes, la ville semble accepter de se développer autour. Ainsi, la prison de Tours se trouve à proximité d’établissements publics : la Caisse d’épargne et la Banque de France, la Poste et télégraphe, le théâtre français, le lycée, la bibliothèque.